# اولاد محمود
اولاد محمود یک منطقهٔ مسکونی در الجزایر است که در ناحیه ثنیه واقع شده‌است. اولاد محمود ۴ کیلومتر مربع مساحت دارد ۴۹۰ متر بالاتر از سطح دریا واقع شده‌است.